# Deviški pas
Deviški pas (imenovan tudi Venerin ali florentinski pas) je priprava, ki so si je domislili v poznem srednjem veku, namenjena zavarovanju ženske kreposti. Uporabljali so ga zlasti pripadniki meščanskega razreda, najprej naj bi se ga domislili Florentinci. To je bilo običajno za dlan široko kovinsko ogrodje, s katerim so popolnoma zakrili vhod v vagino, vendar so dopustili odprtine, da je ženska lahko opravljala neseksualne potrebe. Pas je nad bokom zapirala majhna ključavnica, ključ je imel običajno soprog.
Najvrjetneje se zdi, da gre za mit in ni bil nikoli dejansko uporabljen.

## Zgodovina
O svojevrstnem deviškem pasu poroča že grška mitologija, opisana v Homerjevi Odiseji. Opisana je zgodba, kako Afrodita prevara soproga Hefajsta z njegovim bratom Aresom. Hefajst sklene maščevanje in skuje pas, da ga ne bi več mogla znova prevarati. Vendar ni dokazov, da bi antični Grki pas res izdelali in vanj vklenili svoje žene.
Domnevno so se pasovi prvič pojavili med Florentinci, med drugim zato, ker naj bi tamkajšnje ženske slovele po nezvestobi. V 15. in 16. stoletju se razširi po vsej Evropi, znan kot Venerin (po rimski ustreznici grške Afrodite) ali florentinski pas. Tehnično so ga izpopolnili, bogati meščani ga okrasijo z umetelnim zlatarskim lišpom. V Španiji se je ohranil vse do 19. stoletja.
Sodeč po satiričnih zgodbah iz različnih krajev Evrope, so se prebrisane žene znale znebiti tega okovja. Dovtipi o ponarejenem drugem ključu se pogosto pojavljajo med satiriki.